# Ana Bacalhau
Ana Sofia Dias da Costa Bacalhau (Lisboa, 5 de novembro de 1978), mais conhecida apenas como Ana Bacalhau é uma cantora portuguesa, ficou conhecida como vocalista do grupo Deolinda, inspirado pelo fado e pelas suas origens tradicionais.

## Biografia
Nasceu a 5 de novembro de 1978 em Lisboa.
Licenciou-se em Línguas e Literaturas Modernas, na vertente de língua portuguesa e língua inglesa, possuindo ainda uma pós-graduação em ciências documentais.
Aos 15 anos começou a tocar guitarra e a cantar. Em 2001 entrou para vocalista do grupo Lupanar com quem gravou um CD ("Abertura" de 2005) e participou num álbum de homenagem a Carlos Paredes.
Em 2005 participou num trio de jazz e Blues chamado Tricotismo, com o qual tocou em bares e num hotel. Os Deolinda começaram em 2006.
É casada com o contrabaixista José Pedro Leitão, que também integrou os grupos anteriores.
Trabalhou como arquivista até março de 2009, altura em que abandonou a sua profissão para se dedicar profissionalmente ao grupo Deolinda.
A partir de novembro de 2011, inicia uma colaboração como cronista da revista Notícias Magazine.
Por iniciativa da ONU  foi lançado em 8 de Março de 2013, dia internacional da mulher, o tema "One Woman" gravado por por cantoras e músicos de 20 nacionalidades diferentes. A cantora foi a representante Portugal. Outros nomes são Angelique Kidjo (Benim), Anoushka Shankar (Índia), Rokia Traoré (Mali), a espanhola Concha Buika e a brasileira Bebel Gilberto.
Em dezembro de 2013, estreia-se em palco a solo co projeto "15", apresentado em seis concertos na Casa da Música e no Teatro São Luiz, onde cantava algumas das canções que mais a marcaram desde os 15 anos de idade.
Participa também num concerto colectivo de tributo a Joni Mitchell. Grava duas canções para o 2º volume "Voz & Guitarra" onde revisita "Sexto Andar" dos Clã e (Estrela da Tarde) de Ary dos Santos e Fernando Tordo.
No mês de março de 2014, atua em Lisboa, no Rossio, como convidada de Mafalda Veiga, cantando "Because The Night", de Patti Smith. Ainda nesse ano canta com a cantora cabo-verdiana Teté Alhinho no B. Leza e junta-se à cantora de Jazz Joana Machado e a Rita Redshoes, no concerto de lançamento do álbum "Blame It On My Youth", de Joana Machado, no Centro Cultural Olga Cadaval.
É um dos nomes indicados na campanha de crowdfunding do filme de Nuno Markl, não concretizado, onde se iria estrear como atriz .
Atua ao vivo com os They're Heading West na Casa Independente e a solo no Festival Caixa Alfama de 2014.
Junta-se ao pianista Júlio Resende no projeto “O Bairro” apresentado em 10 de Janeiro de 2015 no espaço OndaJazz, na Fábrica Braço de Prata, em Lisboa. Ainda em 2015 participa no álbum "Cumplicidades" de Mestre António Chainho onde grava uma música com letra da sua autoria, "Certo Dia". Participa também no tema "O Que Mais Custa" da Ala dos Namorados.
Apresenta-se ao vivo em São Paulo, nos dias 8 e 10 de Maio de 2015, para dois concertos inseridos no projecto "As Margens dos Mares".
Com Aldina Duarte, Cuca Roseta, Gisela João, Manuela Azevedo, Marta Hugon, Rita Redshoes e Selma Uamusse canta a canção "Cansada" da autoria de Rodrigo Guedes de Carvalho.
Participa no Terreiro do Paço, em Lisboa, no segundo dia do espetáculo Voz & Guitarra, que encerra as Festas de Lisboa'15. Também em julho de 2015 participa em "500 Anos ao Tom D'Ela" em conjunto com Samuel Uria, Filipe Melo, Corda Língua e uma série de artistas locais, em Tondela, para as celebrações dos 500 Anos do Foral de Besteiros. Samuel Úria convidou depois Ana Bacalhau e Manel Cruz para um concerto em Estarreja.
Interpreta a canção do genérico do programa "Animais Anónimos" da RTP, com letra e música de Miguel Araújo e orquestração de João Só.
É convidada no disco "Está Tudo Dito" dos Marafona (2016). É editado um novo disco dos Deolinda e participa também nos concertos de homenagem à cantora Dina.
Pretendia começar a trabalhar num álbum em nome próprio e eventualmente escrever um livro ("um objecto sagrado para mim e sinto quase como heresia meter-me por esse caminho").
O seu primeiro álbum a solo -  "Nome Próprio" - foi lançado em Outubro de 2017 e apresentado em palco a partir do mês seguinte.
É convidada a apresentar o livro "Desafiar Estereótipos", um projeto pedagógico direcionado para a comunidade escolar sobre Igualdade de género. O livro integra três histórias ficcionadas sobre a Igualdade de Género e de Oportunidades, as letras das músicas que a Ana Bacalhau compôs para o projeto, capítulos com enquadramento conceptual, exercícios, dados estatísticos e links úteis.
Na rubrica "A Canção do Outro" da SIC junta-se a Toy, em fevereiro de 2019, e  trocam as músicas "És tão Sensual" e "Leve como uma Pena".
Ana Bacalhau, Vitorino, Sérgio Godinho, o Coro Infantil da Academia de Música de Almada (e outros coros..) e Jorge Benvinda lançam o disco "Canções de Roda, Lenga Lengas e Outras que Tais" . Incluídas estão também 3 histórias, escritas e ditas por Ana Bacalhau, Sérgio Godinho e Vitorino.
É lançado, em Abril de 2019, o video da canção "Erro Mais Bonito" feita em dueto com Diogo Piçarra.
No "Sem Palheta", da RFM, apresentou, em conjunto com Rizumik, uma versão alternativa do tema "Cheguei" da brasileira Ludmilla.
Junta-se a Samuel Úria para a nova campanha da operadora NOS tendo criado uma canção que mostra como os novos pacotes de telecomunicações são à medida de cada cliente.
No dia 29 de junho de 2019 é convidada de um espetáculo inédito da Orquestra Metropolitana de Lisboa com versões sinfónicas dos temas de António Variações e onde também cantaram os seguintes nomes: Conan Osíris, Lena d'Água, Manuela Azevedo, Paulo Bragança e Selma Uamusse.

## Projectos
Grupos
- Deolinda (2006-)
- Tricotismo (2003- 2006)
- Lupanar (2001-2006)

A solo
- Nome Próprio (CD, Sony, 2017)
- Desafiar Estereótipos (livro, Betweien, 2018)
- Canções de Roda, Lenga Lengas e Outras que Tais (CD, 2019) - Ana Bacalhau, Vitorino, Sérgio Godinho e Jorge Benvinda,Cláudia Guerreiro e o Coro Infantil da Academia de Música de Almada.
- Além da Curta Imaginação (CD, Sony, 2021)

Compilações
- Voz & Guitarra 2 (2013) - Estrela Da Tarde / Sexto Andar

## Colaborações
Partilhou a voz e o palco com outros músicos, como Gaiteiros de Lisboa, Sérgio Godinho, Xutos & Pontapés, António Chainho, Pedro Abrunhosa, Ana Moura, entre outros.
Gravadas
- "O Meu Coração" - Anaquim ("As Vidas dos Outros", 2010)
- "Os Palácios da Rainha" - Gaiteiros de Lisboa ("Avis Rara", 2012)
- "Certo Dia" - António Chainho ("Cumplicidades", 2015)
- "O Que Mais Custa" - Ala dos Namorados (2015)
- "The Fox" - They're Heading West (2015)
- "A Improvável Toponímia da Marcha Popular" - Marafona ("Está Tudo Dito", 2016)
- "Xácara Das Bruxas Dançando" ("João Gil Por...", 2017)
- Só Me Apetece Dançar - Tiago Nacarato (2019)

Outras
- X-Wife - Tema "Across the Water", Concerto comemoração 10 anos, Lisboa (2012)
- Vinícius de Cantuária e Pierre Aderne - Concerto no Centro Cultural Vila Flor, em Guimarães (2013)
- Xutos e Pontapés - "Festa do Avante" (2013)
- Participação no Tributo a Joni Mitchell, em "For The Roses" e "Amelia" - Concerto no CCB, Lisboa (2013)
- canção promovida pela ONU, “One Woman”, num lote de 25 cantoras, onde se incluem Concha Buika, Bebel Gilberto e Rokia Traoré (2013)
- Mafalda Veiga - "Because The Night", de Patti Smith, concerto como convidada especial, Praça do Rossio, Lisboa (2014)
- Teté Alhinho - "Beju Furtado" e "C'Lamor" - Concerto no B.Leza, Lisboa (2014)
- Joana Machado - "Even Flow" e em trio, com Rita Redshoes, "Unravel" - Concerto no Centro Cultural Olga Cadaval, Sintra (2014)
- Ana Bacalhau e Ana Moura "Passou por mim e sorriu" (2015)
- Homenagem a Dina
- "Ciúme" com Miguel Araújo ao vivo no Coliseu do Porto em Novembro de 2017
- António & Variações (2019)